# 穆斯加區
穆斯加區（西班牙語：Distrito de Musga），是秘魯的一個區，位於該國北部安卡什大區的馬里斯卡爾盧蘇里加省，始建於1962年5月12日，面積39.72平方公里，海拔高度2,970米，2005年人口1,148，人口密度為每平方公里29人。